# Federacja Malajska na igrzyskach Wspólnoty Narodów
Federacja Malajska wystartowała po raz pierwszy na igrzyskach Wspólnoty Narodów w 1950 roku na igrzyskach w Auckland. Kolejny start miał miejsce osiem lat później na igrzyskach w Cardiff. Ostatni start miał miejsce w 1962 roku w Perth w 1962 roku. Od 1963 roku Federacja Malajska, Borneo Północne oraz Sarawak utworzyły zjednoczone państwo Malezji i od tamtej pory startują pod tą nazwą. Najwięcej złotych medali (2) i najwięcej medali w ogóle (4) Federacja Malajska zdobyła w 1950 roku.

## Klasyfikacja medalowa
| Igrzyska      | Złoto | Srebro | Brąz | Razem |
| ------------- | ----- | ------ | ---- | ----- |
| 1950 Auckland | 2     | 1      | 1    | 4     |
| 1958 Cardiff  | 0     | 2      | 0    | 2     |
| 1962 Perth    | 0     | 0      | 1    | 1     |
| Razem         | 2     | 3      | 2    | 7     |

### Według dyscyplin
| Dyscyplina        | Złoto | Srebro | Brąz | Razem |
| ----------------- | ----- | ------ | ---- | ----- |
| Podnoszenie cięż. | 2     | 3      | 2    | 7     |
| Razem             | 2     | 3      | 2    | 7     |